# Île Lingira
 (mars 2020).
L’île Lingira est une île située au sud de l’Ouganda, dans le district de Buvuma, lui-même situé dans la province centrale. 
Elle se trouve dans le lac Nyanza, le deuxième plus grand au monde. 